# Champ Car Series 2004
De Champ Car World Series 2004 was het zesentwintigste CART kampioenschap dat gehouden werd tussen 1979 en 2007. Het werd gewonnen door Sébastien Bourdais.

## Races
|    | Datum        | Circuit                        | Winnaar            | Tweede              | Derde               | Pole position      |
| 1  | 18 april     | Stratencircuit Long Beach      | Paul Tracy         | Bruno Junqueira     | Sébastien Bourdais  | Bruno Junqueira    |
| 2  | 23 mei       | Stratencircuit Monterrey       | Sébastien Bourdais | Bruno Junqueira     | Mario Domínguez     | Sébastien Bourdais |
| 3  | 5 juni       | Milwaukee Mile                 | Ryan Hunter-Reay   | Patrick Carpentier  | Michel Jourdain Jr. | Ryan Hunter-Reay   |
| 4  | 20 juni      | Portland International Raceway | Sébastien Bourdais | Bruno Junqueira     | Paul Tracy          | Sébastien Bourdais |
| 5  | 3 juli       | Cleveland                      | Sébastien Bourdais | Bruno Junqueira     | Alex Tagliani       | Paul Tracy         |
| 6  | 11 juli      | Stratencircuit Toronto         | Sébastien Bourdais | Jimmy Vasser        | Patrick Carpentier  | Sébastien Bourdais |
| 7  | 25 juli      | Stratencircuit Vancouver       | Paul Tracy         | Michel Jourdain Jr. | A.J. Allmendinger   | Paul Tracy         |
| 8  | 8 augustus   | Road America                   | Alex Tagliani      | Rodolfo Lavin       | Sébastien Bourdais  | Sébastien Bourdais |
| 9  | 15 augustus  | Stratencircuit Denver          | Sébastien Bourdais | Paul Tracy          | Bruno Junqueira     | Sébastien Bourdais |
| 10 | 29 augustus  | Circuit Gilles Villeneuve      | Bruno Junqueira    | Patrick Carpentier  | Mario Domínguez     | Sébastien Bourdais |
| 11 | 12 september | Laguna Seca                    | Patrick Carpentier | Bruno Junqueira     | Oriol Servià        | Sébastien Bourdais |
| 12 | 25 september | Las Vegas Motor Speedway       | Sébastien Bourdais | Bruno Junqueira     | Patrick Carpentier  | Patrick Carpentier |
| 13 | 24 oktober   | Surfers Paradise               | Bruno Junqueira    | Sébastien Bourdais  | Mario Domínguez     | Paul Tracy         |
| 14 | 7 november   | Autódromo Hermanos Rodríguez   | Sébastien Bourdais | Bruno Junqueira     | A.J. Allmendinger   | Sébastien Bourdais |

## Eindrangschikking (Top 10)
| Rank | Rijder             | Ptn |
| ---- | ------------------ | --- |
| 1.   | Sébastien Bourdais | 369 |
| 2.   | Bruno Junqueira    | 341 |
| 3.   | Patrick Carpentier | 266 |
| 4.   | Paul Tracy         | 254 |
| 5.   | Mario Domínguez    | 244 |
| 6.   | A.J. Allmendinger  | 229 |
| 7.   | Alex Tagliani      | 218 |
| 8.   | Jimmy Vasser       | 201 |
| 9.   | Ryan Hunter-Reay   | 199 |
| =    | Oriol Servià       | 199 |

1979 · 
1980 ·
1981 ·
1982 ·
1983 ·
1984 ·
1985 ·
1986 ·
1987 ·
1988 ·
1989 ·
1990 ·
1991 ·
1992 ·
1993 ·
1994 ·
1995 ·
1996 ·
1997 ·
1998 ·
1999 ·
2000 ·
2001 ·
2002 ·
2003 ·
2004 ·
2005 ·
2006 ·
2007